# Lola García
María Dolores «Lola» García García (Badalona, 1967) es una periodista y analista política española, directora adjunta del diario La Vanguardia.

## Trayectoria
Licenciada en periodismo y en ciencias políticas, trabajó en El Periódico de Cataluña, primero en la sección de «Cosas de la Vida» y posteriormente asumió el cargo de redactora jefe de Política.
Es directora adjunta de La Vanguardia, diario en el que  fue subdirectora, responsable de las áreas de Política, Vivir y Deportes. Participa en debates de varios medios de comunicación, como L'Oracle de Catalunya Ràdio.
Testigo en primera línea del auge del independentista en Cataluña, en 2018 publicó El naufragio. La deconstrucción del sueño independentista una crónica sobre el procés, la movilización y la actuación política entre 2011 y 2017 (con prólogo de Enric Juliana). El 2022 publicó El muro. El poder del estado ante la crisis independentista (editorial Península) con prólogo de Pablo Simón.

## Publicaciones
- — (2018). El naufragio. La deconstrucción del sueño independentista. Ediciones Península.[4][5][7][8][9]
- — (2022). El muro: el poder del Estado ante la crisis independentista. Barcelona: Península. ISBN 978-84-1100-102-1. OCLC 1346556776.[6][10][11][12]